# Bioelektronik
Als Bioelektronik (auch: Biochips) wird der Teilbereich der Mikrotechnologie, der Nanotechnologie und der Biotechnologie bezeichnet, in dem versucht wird, biologische und elektronische Bauelemente zu kombinieren und so technisch nutzbar zu machen.
Grundlage der Bioelektronik ist, dass biologische Systeme wie elektronische Schaltkreise elektrische Impulse zur Informationsverarbeitung nutzen. So stellt etwa das Gehirn des Menschen ein extrem komplexes System dar, bei dem 100 Milliarden Zellen miteinander verknüpft sind und über elektrische und biochemische Verbindungen vernetzt sind.
Im Zentrum der bioelektronischen Forschung stehen z. B. Biosensoren, die Entwicklung biologisch gesteuerter Prothesen und die DNA-Computer (Prototyp TT-100). Biosensoren stellen Halbleiterelemente dar, die mit biologischen Molekülen oder Zellen bestückt sind. Dies können etwa Enzyme oder Antikörper sein. Auf diese Weise wird ein System geschaffen, das biochemische Signale in elektrische Impulse wandeln und an elektronische Schaltkreise weitergeben kann. Mit diesen Sensoren können Konzentrationen etwa von Giften, Blutzuckerwerte oder Luft- und Wasserverschmutzungen bereits bei geringen Änderungen registriert werden.

## Geschichte
Die erste direkte Verbindung von lebenden Zellen gelang der Forschergruppe um Peter Fromherz am Max-Planck-Institut für Biochemie in Martinsried. Dem Team gelang es 1991 mit Hilfe selbstentwickelter Silizium-Halbleiter Veränderungen des elektrischen Feldes einer lebenden Nervenzelle zu messen. Die Schwierigkeit besteht in der unterschiedlichen Art der Kommunikation über elektrische Ladungsträger: Halbleiter bedienen sich der Elektronen, Zellen benutzen Ionen.
1995 war es erstmals möglich, Informationen auch in die andere Richtung zu übertragen.
Ziel dieser Forschung ist es, etwa Prothesen direkt über die Nervenzellen und somit über das Gehirn steuerbar zu machen.

## Anwendungen
Beispiele für Anwendungen sind DNA-Computer, bei denen die Datenspeicherung und -verarbeitung auf der Basis des Erbmoleküls DNA basieren soll. Auf diesem Weg sollen Computer mit extrem hohen Rechenleistungen und extrem schnellen Verarbeitungszeiten geschaffen werden.
Weitere Entwicklung sind Molekularspeicher und Pflanzenspeicher.
Das Unternehmen Neuralink arbeitet an der Kommerzialisierung eines Brain-Computer-Interface.

### Andere
- Helmut Fink, Rainer Rosenzweig (Hrsg.): Künstliche Sinne, gedoptes Gehirn: Neurotechnik und Neuroethik. Mentis, Paderborn 2010, ISBN 978-3-89785-694-3.

### Fachbücher
- Krzysztof Iniewski: CMOS Bio-Microsystems: Where Electronics Meets Biology. Wiley, Hoboken, New Jersey 2011, ISBN 978-0-470-64190-3 (englisch).
- Mark J. Schulz, Vesselin N. Shanov, Yeoheung Yun (Hrsg.): Nanomedicine Design of Particles, Sensors, Motors, Implants, Robots, and Devices. Artech House, Boston 2009, ISBN 978-1-59693-280-7 (englisch).